# Comunità ebraica di Biella
Biella è sede di una piccola ma fiorente comunità ebraica, oggi sezione della comunità ebraica di Vercelli.

## La storia
La presenza ebraica a Biella risale alla seconda metà del Trecento, e dalla fine del Cinquecento è documentata la presenza di un nucleo ebraico residente al Piazzo, la parte alta della città. Agli inizi del Settecento, come nel resto del Piemonte, fu istituito il ghetto. Ancor oggi, tra il corso del Piazzo e il vicolo del Bellone, è riconoscibile il grande edificio d'angolo che ospitava le sei-sette famiglie ebraiche allora residenti a Biella e dove è ospitata anche la piccola sinagoga settecentesca, con i suoi arredi originali.
Il periodo seguente l'emancipazione del 1848 segna l'epoca di maggior espansione della comunità biellese; le aziende dei Vitali e dei Morelli diedero un importante contributo alla sviluppo industriale della città. Il vigore e l'adesione della comunità ottocentesca al nuovo spirito di modernità è testimoniato dall'ampio uso nel cimitero ebraico a Biella, in via dei Tigli, della fotografia del defunto, secondo una consuetudine estranea alla legge ebraica. La comunità tuttavia subisce nel corso del Novecento un forte calo demografico, pur mantenendo una significativa ed integrata presenza in città.
Durante il periodo dell'Olocausto fu deportato Giuseppe Weinberg, membro della comunità il quale venne assassinato nel campo di sterminio di Auschwitz.
Nel periodo del dopoguerra la popolazione della comunità subì un costante calo, che portò all'assorbimento della comunità ebraica di Biella da parte della comunità ebraica di Vercelli. 
Il 12 giugno 2012 si è celebrata la conclusione dei lavori di restauro della sinagoga con un'apertura straordinaria al pubblico dell'edificio di culto e una serie di visite guidate ai luoghi della presenza ebraica a Biella, insieme allo svolgimento delle funzioni religiose della comunità.
Nel 2016 la Sinagoga di Biella ha ricevuto, restaurato, quello che è ritenuto essere il Sefer Torah più antico tuttora utilizzabile, risalente al secolo XV.